# QQ尾巴
QQ尾巴，一种计算机病毒，通过QQ传播。

## 传播方法
- 早期版本中会自动在QQ聊天窗口中输入文字和网站链接发给对方，如果对方访问了该站点，将有可能感染该電腦病毒。
- QQ尾巴现在可以每30秒自动向打开的QQ聊天窗口发送一个大小约27KB的可执行文件，文件名具有诱惑力。如果对方接受并执行该文件，病毒就会感染電腦。

## 预防
在QQ2005 Beta3以后的版本中，QQ能够自动屏蔽可执行文件的传输，大大减小了被感染的概率。
在较早期的版本中，只能靠网民的自觉意识了。

### QQ尾巴使用的文件名
- 好漂亮的动画哦，可以打开看看吧.exe
- 一个对你目前工作很有帮助的东东.exe
- 你一定需要的工作资料（网上找到的）.exe
- 接啊，快接啊，推荐给你看看.exe
- QQTalk（QQ聊天秘籍，给你看看吧）.exe
- 网上电视（20个CCTV频道+36个省台+50个英文台，极力推荐）.exe
- 啊哈，网友发的超级搞笑FLASH，你看得懂吗.exe
- 笑死我了，你看过这个FLASH吗.exe
- 今年过年不收礼，收礼只收白骨精（搞笑版广告）.exe
- 超级MM，超级FLASH，请笑纳.exe

## 查杀
由于QQ在中国即时通讯工具市场上的份额，目前中国的反病毒厂商都已推出免费的查杀工具。

### 现象
- 向QQ好友发送不明信息，如黄色内容
- 第一次启动会出现：安装时检测到系统中某程序与本软件发生冲突，请先纠正该冲突，或选择另一台电脑上安装！

## 参看
- QQ
- 知名病毒及蠕蟲的歷史年表